# Stara Ielîzavetivka, Berezivka
Stara Ielîzavetivka (în ucraineană Стара Єлизаветівка) este un sat în comuna Znameanka din raionul Berezivkaa, regiunea Odesa, Ucraina.

## Demografie
Componența lingvistică a localității Stara Ielîzavetivka
     Ucraineană (96,14%)
     Română (2,57%)
     Rusă (1,29%)
Conform recensământului din 2001, majoritatea populației localității Stara Ielîzavetivka era vorbitoare de ucraineană (96,14%), existând în minoritate și vorbitori de română (2,57%) și rusă (1,29%).